# Michael V. Gazzo
Michael V. Gazzo (ur. 5 kwietnia 1923, zm. 14 lutego 1995) – amerykański aktor filmowy i telewizyjny, jak również scenarzysta filmów Król Kreol i Kapelusz pełen deszczu.

## Filmografia

### Seriale
- 1961: The Defenders jako Schultz
- 1973: Barnaby Jones jako Pan Farinelli
- 1980: B.A.D. Cats jako George Karosky
- 1993: Johnny Bago jako Don Benito Roselli

### Film
- 1954: Na nabrzeżach
- 1974: Ojciec chrzestny II jako Frankie Pentangeli
- 1979: Miłość i kule jako Lobo
- 1984: Miasto strachu jako Mike
- 1984: Wyścig armatniej kuli II jako Sonny
- 1994: Nothing to Lose jako Joe

## Nagrody i nominacje
Za rolę Frankiego Pentangeli w filmie Ojciec chrzestny II został nominowany do Oscara.